# Antonio de Guevara
Antonio de Guevara (ur. ok. 1480 w Treceño (Kantabria), zm. 3 kwietnia 1545 w Mondoñedo) – hiszpański pisarz i duchowny, jeden z najpopularniejszych prozatorów XVI wieku.

## Życiorys
Był synem Juana Beltrána de Guevara y Elviry de Noreña y Calderón; pochodził z bocznej linii szlacheckiego rodu Guevarów. W młodości przebywał na dworze Królów Katolickich, według jego własnego świadectwa - jako paź księcia Jana, następcy tronu. Po śmierci księcia służył królowej Izabeli, a gdy zmarła (1504) wstąpił do zakonu franciszkanów. W czasie powstania Comuneros (1520) został wysłany z misją do powstańców w Villabrágima, których miał przekonywać do zaniechania buntu. Mimo niepowodzenia akcji cesarz Karol V nagrodził go stanowiskiem nadwornego kaznodziei (1521). W następnych latach Guevara podróżował wraz z cesarskim dworem i pełnił różne funkcje: jako komisarz inkwizycji uczestniczył w ewangelizacji Morysków w regionie Walencji, był też członkiem komisji oceniającej prawomyślność pism Erazma z Rotterdamu. W 1527 r. został nadwornym kronikarzem cesarza. W 1528 otrzymał godność biskupa Guadix, a w 1537 r. biskupstwo Mondoñedo. W ostatnich latach życia zajmował się przede wszystkim pracą duszpasterską. W 1541 r. opublikował Constituciones Sinodales, o dużym znaczeniu dla funkcjonowania lokalnego kościoła. Zmarł w 1545 r. Pochowany został najpierw w katedrze w Mondoñedo; w 1552 r. jego szczątki przeniesiono do klasztoru św. Franciszka w Valladolid, który w 1837 r. został zlikwidowany, a następnie zburzony, wraz ze znajdującym się w nim grobem Guevary. Zachowała się jedynie rzeźba Juana de Juni wykonana dla kaplicy grobowej.

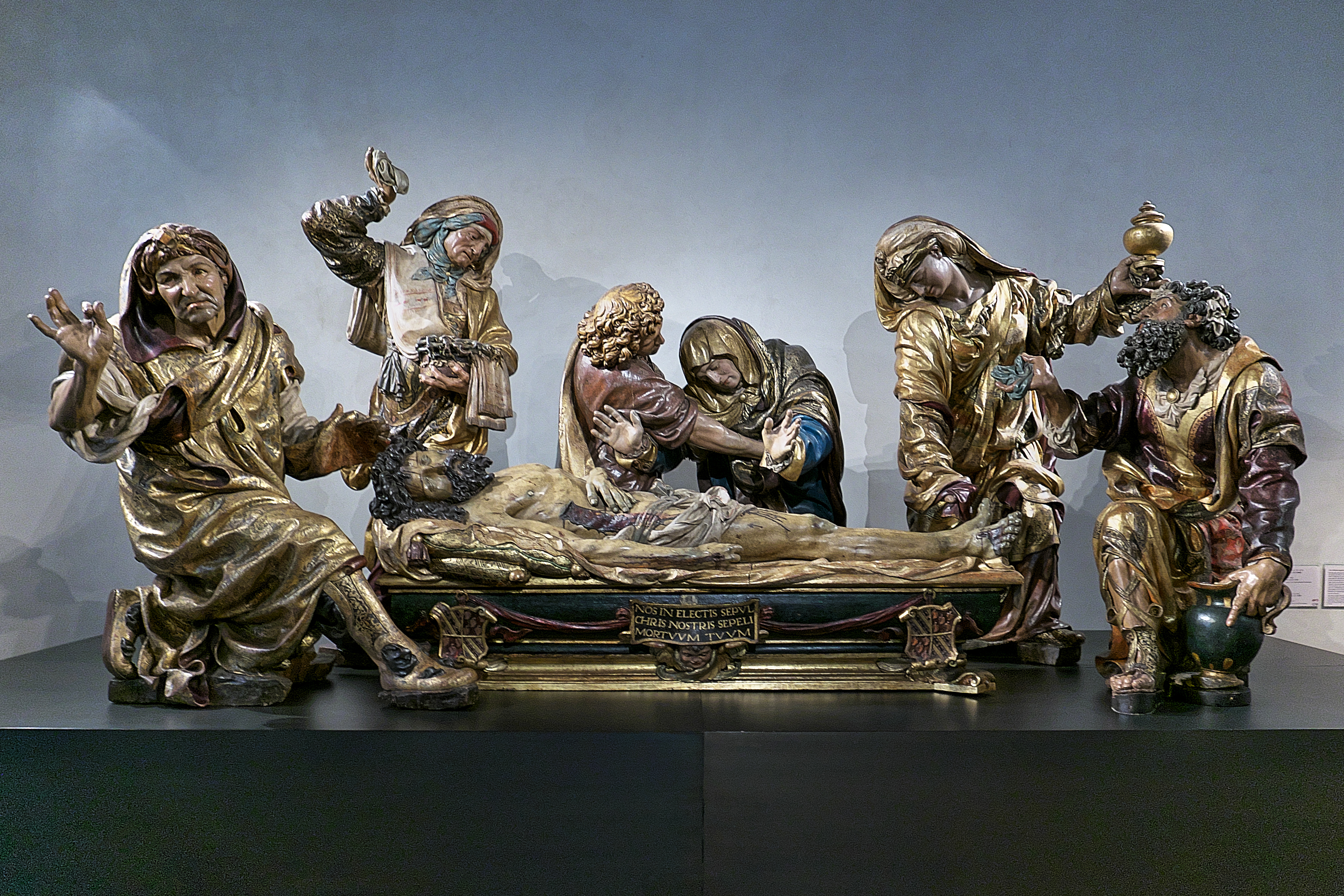
Złożenie Chrystusa do grobu - rzeźba Juana de Juni przeznaczona na nagrobek Guevary w nieistniejącym klasztorze św. Franciszka w Valladolid. Narodowe Muzeum Rzeźby w Valladolid

## Twórczość
Pomimo przynależności do stanu duchownego, Guevara jedynie dwa dzieła poświęcił kwestiom religijnym (były to Oratorio de religiosos i Monte Calvario). Większość jego dzieł ma charakter moralizatorski, a zarazem rozrywkowy - jego celem było dostarczenie dworskiej publiczności lekkiej, zabawnej i pouczającej lektury. Najwcześniejszym jego dziełem była zbeletryzowana biografia Marka Aureliusza, krążąca początkowo w rękopisie (podobno w tej formie czytał ją dla rozrywki cesarz Karol V) i wydana w 1528 r. w Sewilli, anonimowo i bez zgody autora. Rok później Guevara wydał poszerzoną wersję pod tytułem Relox de príncipes, która okazała się europejskim bestsellerem (ponad 40 wydań hiszpańskich, ponad 50 w różnych językach europejskich). W 1751 r. pojawił się polski przekład Feliksa Roszkowskiego Zegar monarchów, z życia Marka Aureliusza cesarza rzymskiego, a wcześniej, w 1615 i 1636 roku, książka została wydana w Krakowie w języku łacińskim. Podobnym powodzeniem cieszyły się Epístolas familiares (1539-1541), stylizowane na autentyczną korespondencję autora z przyjaciółmi i bliskimi. Listy te, poruszające różne tematy, mogły w opinii krytyków mieć wpływ na kształt Prób Montaigne'a. Duży wpływ miało także późniejsze dzieło, Menosprecio de Corte y Alabanza de Aldea (1539), przeciwstawiające sobie zepsutą atmosferę arystokratycznego dworu i zdrowe, moralne i wygodne życia na wsi.
Popularność dzieł Guevary ściągnęła na niego także krytykę ze strony humanistów, takich jak Pedro de Rúa, Melchor Cano czy Pierre Bayle. Zarzucano mu przede wszystkim niefrasobliwy stosunek do faktów historycznych, mylenie i fałszowanie cytatów, mieszanie realnych wydarzeń z fikcją. Czytelników pociągał jednak humor i zmysł obserwacji franciszkanina, bawiły utrzymane w powieściowym stylu opisy prywatnego życia rzymskich cesarzy; nie przeszkadzała im "fałszywa erudycja" w dziełach mających ich zabawić, a zarazem oferujących namiastkę obcowania z kulturą wysoką.

### Lista dzieł
- Libro áureo de Marco Aurelio (Sevilla, 1528).
- Libro llamado Relox de príncipes, en el cual va encorporado el muy famoso libro de Marco Aurelio (Zegar monarchów,Valladolid, 1529).
- Menosprecio de corte y alabanza de aldea (Valladolid, 1539).
- Epístolas familiares (Valladolid, 1539 y 1541).
- Una década de Césares, es a saber: Las vidas de diez emperadores romanos que imperaron en los tiempos del buen Marco Aurelio (Valladolid, 1539).
- Arte del Marear y de los inventores de ella: con muchos avisos para los que navegan en ellas (Valladolid, 1539) - praktyczny poradnik dla podróżujących morzem
- Aviso de privados y doctrina de cortesanos (Valladolid 1539).
- Oratorio de religiosos y ejercicio de virtuosos (Valladolid, 1542).
- Monte Calvario (Salamanka, 1542 i 1549).